# Джулиан Шнабел
Джулиан Шнабел (на английски: Julian Schnabel) е американски режисьор и художник.

## Биография
Джулиан Шнабел е роден на 26 октомври 1951 година в Бруклин, Ню Йорк в еврейско семейство. Син е на Еста (по баща Грийнбърг) и Джак Шнабел. Той се премества със семейството си в Браунсвил, Тексас през 1965 г. Той получава BFA в университета в Хюстън. След дипломирането си изпраща молба до Програмата за независимо обучение (ISP) към Музея на американското изкуство Уитни в Ню Йорк. Заявлението му включва слайдове от работата му, поставени между две парчета хляб. Той е приет в програмата и учи там от 1973 до 1975 г.
През 1975 г. Шнабел посещава Галвестън и се запознава с художника Джоузеф Гласко, който по това време има дом и студио в Галвестън. Шнабел и Гласко стават близки приятели и споделят много сходни интереси в изкуството. По-късно Шнабел повлиява Гласко да създаде студиото си в Ню Йорк, а в края на 1980 г. представя Гласко на Лесли Уодингтън от Waddington Galleries в Лондон, където има изложба.

### Кариера

#### Кино
Джулиан Шнабел започва филмовата си кариера през 1990-те години с филма „Баския“ (1996), биографичен филм за художника Жан-Мишел Баския. Следва от „Преди да падне нощта“ (2000), адаптация на автобиографичния роман на Рейналдо Аренас, който той също продуцира, и който печели Голямата награда на журито на филмовия фестивал във Венеция. Той режисира „Скафандърът и пеперудата“ (2007), адаптация (със сценарий на Роналд Харууд) на мемоари на Жан-Доминик Боби, филмът му носи награда за най-добър режисьор на филмовия фестивал в Кан през 2007 г., Златен глобус за най-добър режисьор, наградата „Независим дух“ за най-добър режисьор и номинация за наградата на Академията за „Оскар“ за най-добър режисьор.
През 2007 г. Шнабел проектира аплодираното от критиците „Берлинско турне“ на Лу Рийд и издава „Лу Рийд, Берлин“. През 2010 г. Шнабел режисира филма „Мирал“. През май 2017 г. Шнабел обявява плановете си за филм за художника Винсент ван Гог по време на престоя му в Арл и Овер-сюр-Оаз, Франция. Филмът „При портата на вечността“ излиза през 2018 г., а сценарият е написан от Шнабел и френския сценарист Жан-Клод Кариер и Луиз Кугелберг. Във филма участва Уилям Дефо в ролята на Ван Гог. Други актьори включват Матийо Амалрик, Мадс Микелсен, Нилс Ареструп, Оскар Айзък като Пол Гоген и Еманюел Сене като „жената от Арл“ или L'Arlésienne.

#### Арт
Джулиан Шнабел прави първата си самостоятелно изложба в галерия Мери Буун през 1979 г. Шнабел прави своя пробив, всичките му творби са продадени предварително. Участва във Венецианското биенале през 1980 г. с Анселм Кифер и Георг Базелиц. По времето, когато излага работата си в изложба, организирана съвместно от Буун и Лео Кастели през 1981 г., той се е утвърдил и е най-младият художник в легендарната изложба „Нов дух в живописта“ в Кралската академия на изкуствата. Неговите вече известни „картини с плочи“ — мащабни картини, поставени върху счупени керамични чинии – получават бурен и критичен прием от света на изкуството. През 1984 г. той изненада общността на изкуството, като се премества от Мери Буун, за да изложи в галерия Pace.
Неговите диви и експресивни творби са класифицирани като неоекспресионизъм от изкуствоведите. През следващите години успехът на Шнабел на пазара на изкуството ще бъде най-вече критикуван.
Негови творби са изложени в колекциите на различни музеи по света, сред които Музей на изкуството „Метрополитън“, Музей на модерното изкуство (MoMA) в Ню Йорк, Музеят на американското изкуство Уитни, Музеят за съвременно изкуство (MOCA), Лос Анджелис, Музей на изкуството на окръг Лос Анджелис, Рейна София в Мадрид, Тейт Модърн в Лондон и Център „Жорж Помпиду“ в Париж.
През 1987 година Джулиан Шнабел публикува автобиографията си „CVJ: Nicknames of Maitre D's & Other Excerpts From Life“ (Random House, New York).
През 1995 година издава албума „Every Silver Lining Has a Cloud“ на Island Records (Каталог #314 – 524 111 – 2). Записан в Бруклин, Ню Йорк, през 1993 г., албумът включва гостуващи музиканти, включително Бил Ласуел, Бърни Уоръл, Бъкетхед и Ники Скопелитис.

### Личен живот
През 1980 г. той се жени за белгийската дизайнерка на дрехи Жаклин Боран. Те имат три деца: две дъщери, Лола – художник и режисьор и Стела – поетеса и актриса, и син Вито – търговец на изкуство.
Той има синове близнаци Сай и Олмо от втората си съпруга, испанската актриса Олац Лопес Гармендия.
Сътрудничеството му с палестинската журналистка Рула Джебреал, която написва сценария и романа с оригиналния източник за филма на Шнабел „Мирал“, надхвърля филма. Шнабел има връзка с нея от 2007 до 2011 г.
Шнабел излиза с датския модел Май Андерсен, с която се разделя през 2014 г. Двамата имат син, който се ражда през юни 2013 г.
Шнабел живее в Ню Йорк с настоящата си съпруга Луиз Кугелберг, шведска интериорна дизайнерка. Тя е и съредактор и съсценарист на „При портата на вечността“ . Шнабел поддържа студия в Ню Йорк и в Монтоук в източния край на Лонг Айлънд. Шнабел живее в бивша конюшня в Уест Вилидж, която той закупува и преустройва за жилищна употреба, добавяйки пет луксозни кооперации в стила на северноиталиански дворец. Нарича се „Palazzo Chupi“ и е лесно забележим, защото е боядисан в розово.
През 2009 г. Шнабел подписа петиция в подкрепа на филмовия режисьор Роман Полански, призовавайки за освобождаването му, след като Полански е арестуван в Швейцария във връзка с обвинението му през 1977 г. за упояване и изнасилване на 13-годишно момиче.

## Избрана филмография
| Година | Филм                     | Оригинално заглавие               |
| ------ | ------------------------ | --------------------------------- |
| 2000   | Преди да падне нощта     | Before Night Falls                |
| 2007   | Скафандърът и пеперудата | The Diving Bell and the Butterfly |